# 希爾萬
希爾萬，2008年前稱為阿里-拜拉姆雷，是阿塞拜疆東南部的一個城市，臨庫拉河。2006年人口68,700人。。